# Kalanchoe pumila

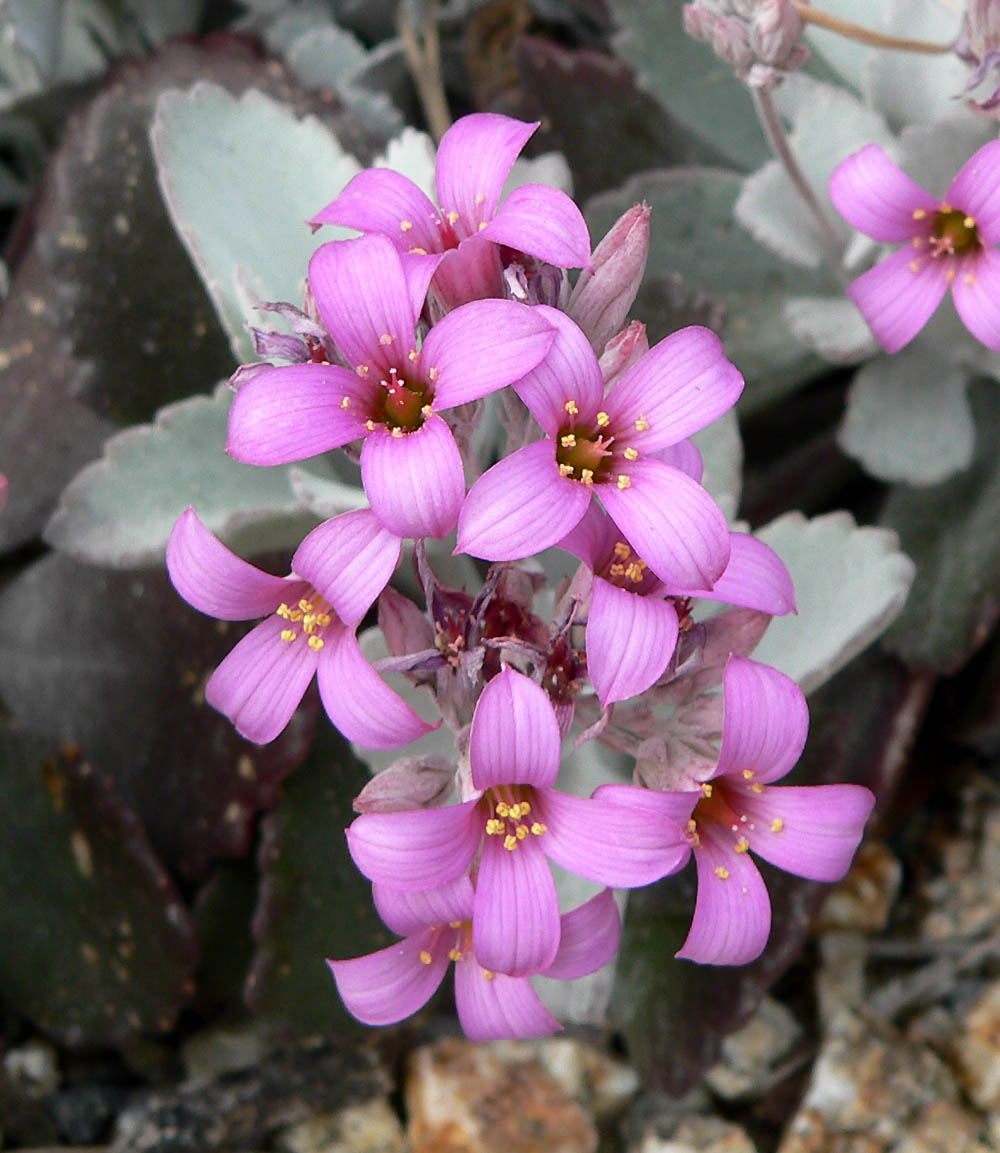
Blüten

Kalanchoe pumila ist eine Pflanzenart der Gattung Kalanchoe in der Familie der Dickblattgewächse (Crassulaceae).

## Beschreibung

### Vegetative Merkmale
Kalanchoe pumila ist eine ausdauernde krautige Pflanze, die dichte Haufen bildet und manchmal auch epiphytisch wächst. Sie ist vollständig kahl und erreicht Wuchshöhen von 20 bis 30 Zentimetern. Die Triebe  sind aufrecht, stark verzweigt und kriechend. Die oft dicht gedrängten, fleischigen Laubblätter sind fast sitzend und verkehrt eiförmig. Die vollständig mit sehr feinem, mehligen, weißen Wachs bedeckte Blattspreite ist 2 bis 4 Zentimeter lang und 1,5 bis 2 Zentimeter breit. Ihre Spitze ist stumpf bis fast zugespitzt, die Basis keilförmig. Der purpurne Blattrand ist im oberen Teil gekerbt.

### Blütenstände und Blüten
Die Blütenstände sind wenigblütige ebensträußige, zwischen 2 und 7 Zentimeter breite, Rispen. Die aufrechten Blüten sitzen an bewachsten, 6 bis 10 Millimeter langen Blütenstielen. Die grüne oder rotpurpurne Kelchröhre ist 0,5 bis 1 Millimeter lang und hat dreieckig bis lanzettliche, zugespitzte Zipfel von 3 bis 5 Millimeter Länge und 1,5 bis 2,6 Millimeter Breite. Die glockenförmige, rot bis purpurne oder rosafarbene Kronröhre ist 4 bis 8,5 Millimeter lang und hat ausgebreitete, verkehrt eiförmig bis längliche Zipfel von 7 bis 10 Millimeter Länge und 3 bis 5 Millimeter Breite. Die Kronblätter haben ein aufgesetztes Spitzchen. Die nierenförmigen Staubbeutel sind zwischen 0,5 und 0,7 Millimeter lang.  Der Griffel ist 8 bis 10 Millimeter, das Fruchtblatt etwa 1,5 Millimeter lang. Die ausgerandeten Nektarschüppchen sind rechteckig bis länglich.

## Systematik, Chromosomenzahl und Verbreitung
Kalanchoe pumila ist in Zentral-Madagaskar auf Felsen in Höhenlagen um 2000 Meter verbreitet. Die Erstbeschreibung erfolgte 1883 durch John Gilbert Baker.
Die Chromosomenzahl ist {\displaystyle 2n=36}. Auch die Zahl 2n = 40 wurde beobachtet.

## Nachweise